# Aéroport international Don Muang
L'aéroport international Don Muang (en thaï, ท่าอากาศยานดอนเมือง), situé dans le khet de Don Mueang à 24 km au nord de Bangkok, est un des deux aéroports internationaux de Bangkok en Thaïlande, l'autre étant l'aéroport Suvarnabhumi. 
L'aéroport, inauguré en tant que base de la future Royal Thai Air Force le 27 mars 1914 mais mis en usage plus tôt, est considéré comme l'un des plus anciens aéroports internationaux du monde et le plus ancien d'Asie. Les vols commerciaux ont commencé en 1924, ce qui en fait l'un des plus anciens aéroports commerciaux au monde. 
En 2004, l'aéroport international Don Muang, travaillait avec 80 compagnies aériennes et transportait plus de 25 millions de passagers — 160 000 vols et 700 000 tonnes de fret étaient traités par cet aéroport.
L'aéroport Don Muang a fermé le 28 septembre 2006 à la suite de l'ouverture du nouvel aéroport de Bangkok Suvarnabhumi avant de rouvrir moins d'un an plus tard, le 24 mars 2007. 
En 2014, l'aéroport Don Muang prévoit de passer la barre des 18 millions de passagers. En 2022, il peut accueillir jusqu'à 30 millions de passagers et il est prévu de l'agrandir pour qu'il puisse recevoir 40 millions de passagers. En 2024, l'armée de l'air thaïlandaise finit par céder et accepte de se séparer du parcours de golf de Kantarat pour permettre l'extension de l'aéroport de Don Muang,,

## Histoire
Don Muang est le deuxième champ d'aviation construit en Thaïlande. Le premier, établi à Sa Pathum est devenu un champ de courses hippiques. 
Les premiers vols effectués à Don Muang datent du 8 mars 1914 lors de l'arrivée d'avions destinés à la future force aérienne royale thaïlandaise. En 1911, la Thaïlande avait envoyé trois officiers en France pour une instruction de pilote. À l'issue de leur formation, la Thaïlande acheta quatre Breguet et quatre Nieuport qui constituèrent l'embryon des forces aériennes du pays. Elle est depuis le quartier-général de l'aviation militaire thaïlandaise. La Don Muang Royal Thai Air Force Base (en) abrite dans les années 2020 des unités de transport.

## Statistiques
Le graphique qui aurait dû être présenté ici ne peut pas être affiché car il utilise l'ancienne extension Graph, désactivée pour des questions de sécurité. Des indications pour créer un nouveau graphique avec la nouvelle extension Chart sont disponibles ici.

Voir la requête brute et les sources sur Wikidata.

## Activité résiduelle
Sur les trois terminaux internationaux que possédait l'aéroport, seul le terminal 3 n'est pas en activité. Le terminal 1 est destiné au trafic international et le terminal 2 au trafic intérieur.
Don Muang sert principalement pour des compagnies low cost telles que :
- Nok Air ;
- Air Asia ;
- Thai Lion Air.

Une activité de fret aérien et des activités annexes de la Royal Thaï Air Force y prennent place dont son musée.

## Particularité

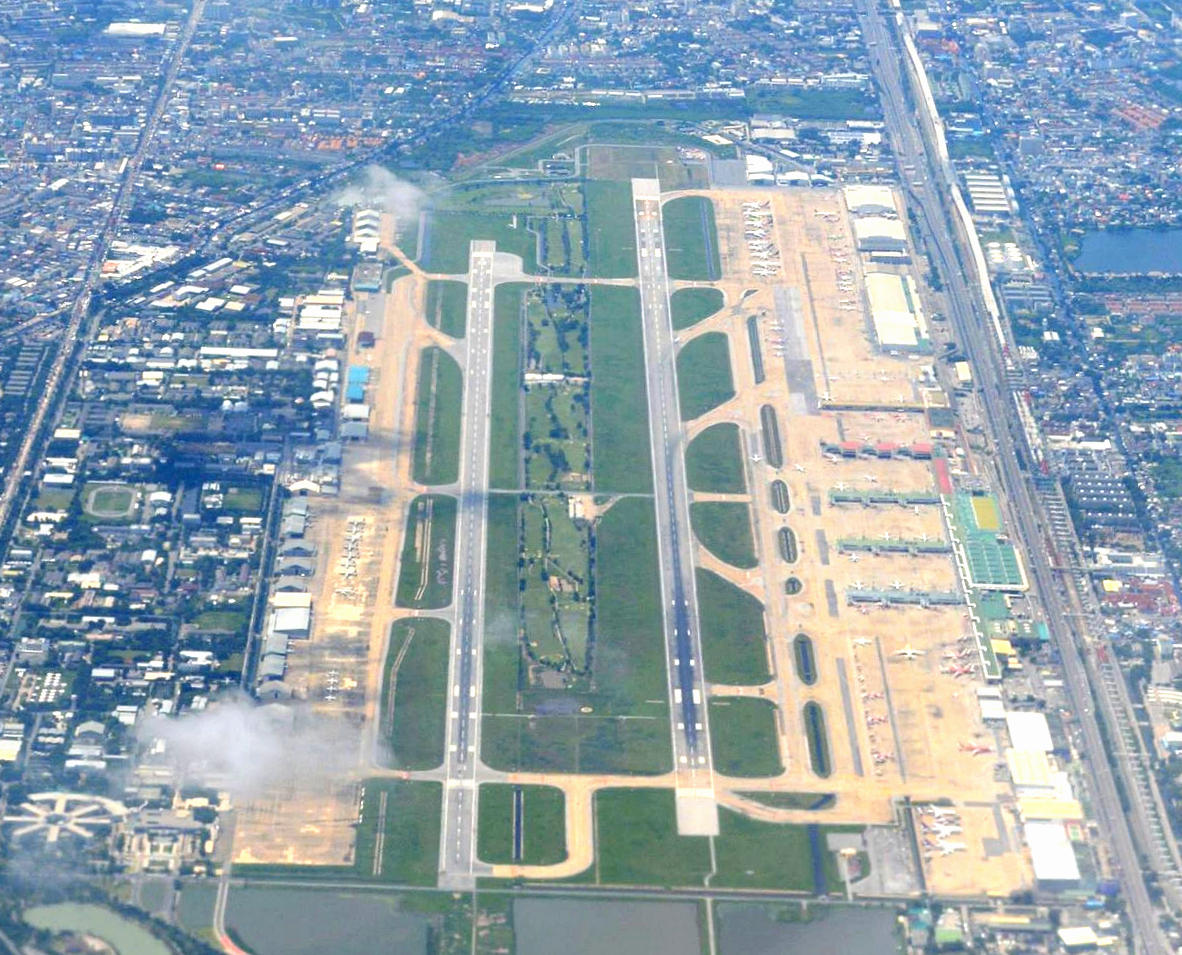
Vue aérienne de l'aéroport international Don Muang en 2016.

Un parcours de golf de l'armée de l'air, le parcours de golf de Kantarat, était installé entre les deux pistes d'atterrissage parallèles de l'aéroport,. En 2024, l'armée de l'air thaïlandaise, après plus de quatre ans de refus, cède et se sépare de ce parcours de golf pour permettre l'extension de l'aéroport de Don Muang.

## Situation
| \| 100 km1:12 067 000 \| Buriram Chiang · Mai Chiang · Rai Chumphon Bangkok- · Don Mueang Bangkok- · Suvarnabhumi Hat Yai Hua Hin Khon Kaen Ko Pha Ngan Krabi Lampang Loei Mae Hong · Son Mae Sot Nakhon · Phanom Nakhon Si Thammarat Nan Nakhon Narathiwat Pai Phitsanulok Phrae Phuket Ranong Roi Et Sakon · Nakhon Ko Samui Sukhothai Surat Thani Trang Trat Pattaya Ubon · Ratchathani Udon Thani |
| 100 km1:12 067 000 |

## Compagnies aériennes et destinations
| Compagnies          | Destinations |
| ------------------- | --- |
| AirAsia             | Johor Bahru-Senai, Kuala Lumpur |
| Indonesia AirAsia   | Denpasar-Bali, Djakarta-S.-Hatta, Medan-Kualanamu |
| Malindo Air         | Kuala Lumpur |
| New Gen Airways     | Guilin-Liangjiang, Huangshan-Tunxi, Xuzhou-Guanyin Charter : Baotou-Donghe, Changsha, Fuzhou-Chánglè, Guiyang, Hefei, Hiroshima, Huai'an, Jinan, Myeik (Mergui), Nanchang-Changbei, Nanning, Ningbo, Wenzhou-Longwan, Yiwu |
| Nok Air             | - Buriram (en), - Chiang Mai, - Chiang Rai, - Chumphon (en), - Guwāhāti, - Hat Yai, - Hefei, - Hô Chi Minh Ville (Tân Sơn Nhất), - Khon Kaen (en), - Krabi, - Lampang (en), - Loei (en), - Mae Hong Son (en), - Mae Sot (en), - Nakhon Phanom (en), - Nakhon Si Thammarat (en), - Nan Nakhon (en), - Nantong Xingdong, - Phetchabun (en), - Phitsanulok, - Phrae (en), - Phuket, - Ranong (en), - Roi Et (en), - Sakon Nakhon (en), - Surat Thani (en), - Trang (en), - Ubon Ratchathni (en), - Udon Thani (en), - Vishakhapatnam, - Yancheng, - Rangoun (Yangon), - Zhengzhou En saison :Nankin |
| NokScoot            | Delhi-Indira Gandhi, Nankin, Osaka-Kansai, Qingdao-Jiaodong, Shanghai-Pudong, Shenyang, Taïwan-Taoyuan, Tianjin Binhai, Tokyo-Narita |
| Philippines AirAsia | Manille-N. Aquino |
| Scoot               | Osaka-Kansai, Singapour-Changi, Tokyo-Narita |
| Thai AirAsia        | - Ahmedabad-Sardar-Vallabhbhai-Patel, - Bangalore-Kempegowda, - Bhubaneswar-Biju Patnaik, - Buriram (en), - Cần Thơ, - Changsha, - Chengdu-Shuangliu, - Madras (Chennai), - Chiang Mai, - Chiang Rai, - Chongqing-Jiangbei, - Chumphon (en), - Colombo-Bandaranaike, - Đà Nẵng, - Denpasar-Bali, - Canton-Baiyun, - Hangzhou-Xiaoshan, - Hanoï-Nội Bài, - Hat Yai, - Hô Chi Minh Ville (Tân Sơn Nhất), - Hong Kong, - Jaipur, - Johor Bahru-Senai, - Khon Kaen (en), - Cochin, - Calcutta-N. S. C. Bose, - Kota Kinabalu, - Krabi, - Kuala Lumpur, - Kunming-Changshui, - Loei (en), - Luang Prabang, - Macao, - Malé Velana, - Mandalay, - Nakhon Phanom (en), - Nakhon Si Thammarat (en), - Nan Nakhon (en), - Nankin, - Narathiwat (en), - Cam Ranh, - Penang, - Phitsanulok, - Phnom Penh, - Phuket, - Ranong (en), - Roi Et (en), - Sakon Nakhon (en), - Sanya-Phénix, - Shantou-Chaozhou-Jieyang, - Shenzhen-Bao'an, - Siem Reap-Angkor, - Sihanoukville, - Singapour-Changi, - Surat Thani (en), - Trang (en), - Ubon Ratchathni (en), - Udon Thani (en), - Vientiane-Wattay, - Vishakhapatnam, - Wuhan, - Xi'an-Xianyang, - Rangoun (Yangon) Charter : Meixian (en) En saison : Gaya, Ningbo |
| Thai AirAsia X      | Brisbane, Fukuoka, Nagoya-Chūbu, Osaka-Kansai, Shin-Chitose, Séoul-Incheon, Shanghai-Pudong, Shenyang, Tianjin Binhai, Tokyo-Narita |
| Thai Lion Air       | - Changsha, - Changzhou, - Chengdu-Shuangliu, - Chiang Mai, - Chiang Rai, - Chongqing-Jiangbei, - Colombo-Bandaranaike, - Denpasar-Bali, - Dacca-Shah Jalal, - Fukuoka, - Canton-Baiyun, - Hangzhou-Xiaoshan, - Hanoï-Nội Bài, - Hat Yai, - Djakarta-S.-Hatta, - Jinan, - Katmandou-Tribhuvan, - Khon Kaen (en), - Krabi, - Kunming-Changshui, - Bombay-Chhatrapati-Shivaji, - Nagoya-Chūbu, - Nakhon Si Thammarat (en), - Nanchang-Changbei, - Nankin, - Ningbo, - Osaka-Kansai, - Phitsanulok, - Phuket, - Shanghai-Pudong, - Shenzhen-Bao'an, - Singapour-Changi, - Surat Thani (en), - Taïwan-Taoyuan, - Tianjin Binhai, - Tokyo-Narita, - Trang (en), - Ubon Ratchathni (en), - Udon Thani (en), - Wuhan, - Xi'an-Xianyang, - Rangoun (Yangon), - Zhengzhou Charter : Taiyuan-Wusu - Xuzhou-Guanyin |
| Tigerair Taiwan     | Taïwan-Taoyuan |

Édité le 24/05/2019